# Feel Like Dance
«Feel Like Dance» es el primer sencillo de la banda japonesa globe. Fue lanzado el 9 de agosto del año 1995 en Japón.

## Información
Canción promocional del drama de la cadena de televisión japonesa Fuji Television llamada Hitori ni Shinaide, "Feel like dance" también fue el sencillo debut de globe, convirtiéndose rápidamente en todo un éxito.
En su primera semana el sencillo debutó en el puesto n.º 6 de las listas de Oricon, pero secuencialmente fue subiendo hasta llegar a su máxima posición dentro del n.º 3. Es raro que el primer trabajo de un artista tenga ventas que puedan considerarse excelente, sin embargo este sencillo vendió más de 800 mil copias, considerándose uno de los sencillos debuts de artistas japoneses que mejores ventas ha alcanzado en la historia.
Tetsuya Komuro tomó parte de cada aspecto en la creación de la canción: sus letras, composición, arreglos, producción, e incluso canta una parte en solitario (aparte de los coros junto con Marc y Keiko), algo que no se da comúnmente dentro de las canciones que posteriormente lanzaría la banda.
El video musical dirigido por Wataru Takeishi es bastante sencillo; solo fueron utilizadas imágenes de globe interpretando su tema en vivo, y en algunas escenas sale el rap de Marc escrito en la pantalla.

## Canciones
1. «Feel Like dance» (ORIGINAL MIX)
2. «Feel Like dance» (CLUB MIX)
3. «Feel Like dance» (TV MIX)

- Datos: Q627478